# Bahnhof Arenshausen

Arenshausen ist ein ehemaliger Bahnhof und heutiger Haltepunkt in Arenshausen im thüringischen Landkreis Eichsfeld.

## Lage
Er liegt an der Bahnstrecke Halle–Hann. Münden bei Streckenkilometer 166,99 im Leinetal auf einer Höhe von ungefähr 210 m ü. NN. Etwa 3 Kilometer westlich befindet sich das Dreiländereck Hessen-Niedersachsen-Thüringen. Die nächsten Bahnhöfe sind Uder in östlicher Richtung und der hessische Bahnhof Eichenberg in westlicher Richtung. Zum Bahnhof führen die Bahnhofstraße und die Straße Am Güterbahnhof.

## Geschichte

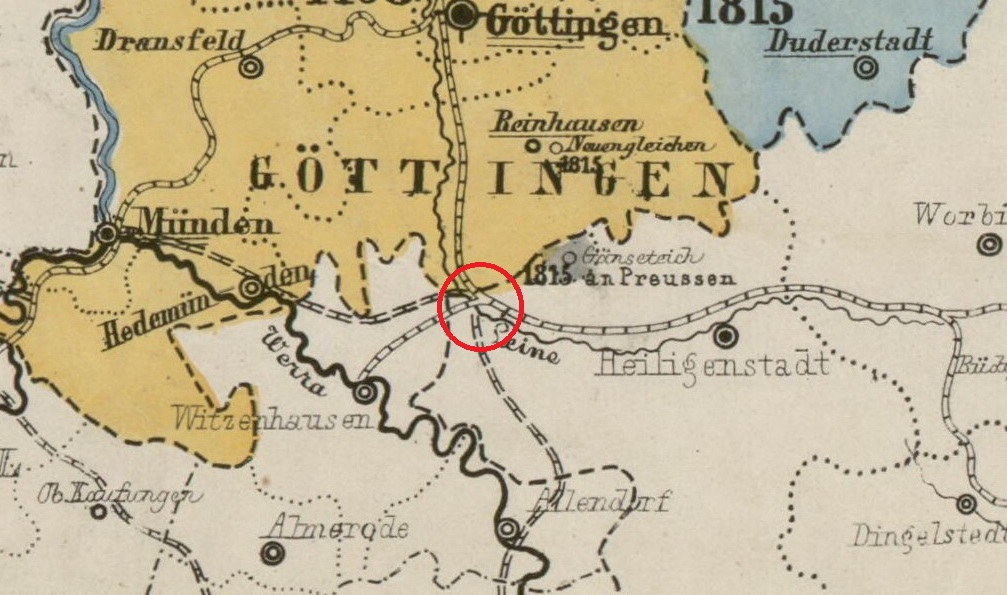
Ursprüngliche Planung eines Eisenbahnknotenpunktes in Arenshausen um 1868

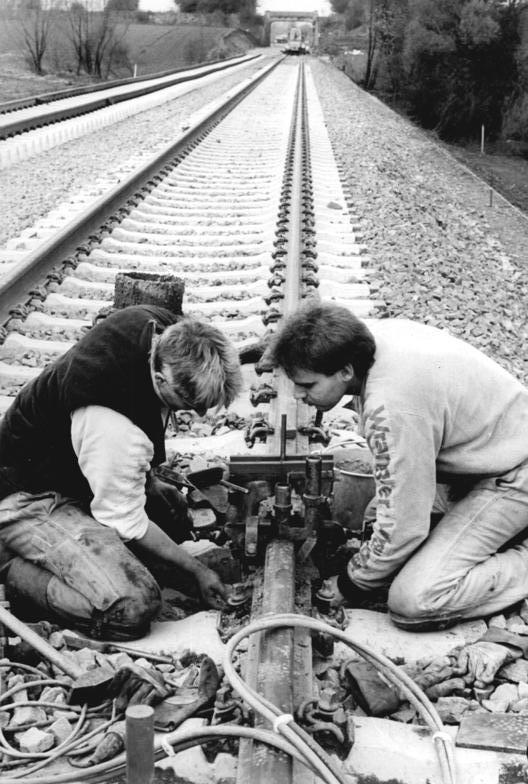
Neubau der 1945 stillgelegten Eisenbahnstrecke von Eichenberg (BRD) nach Arenshausen (DDR) im Frühjahr 1990

Nach Inbetriebnahme der ersten Bahnstrecke in Deutschland 1835 gab es auch erste Bemühungen zum Bau einer Eisenbahnverbindung in Nordthüringen, so auch eine Eisenbahnstrecke von Halle über Nordhausen nach Kassel. Durch die Halle-Casseler-Bahngesellschaft begann 1863 der Bau dieser Bahnstrecke ab Halle und endete im Juli 1867 zunächst am neuen Endbahnhof Arenshausen. Eine Weiterführung der Bahnstrecke erfolgte im August 1867 nicht direkt in Richtung Kassel, sondern zur Hannöverschen Südbahn in Richtung Göttingen, die von der Hannoverschen Bahngesellschaft betrieben wurde. Die Bahnstrecke von Arenshausen nach Friedland war dann kurzzeitig Teil der Zugverbindung Halle–Göttingen. Der Bahnhof wurde somit zu einem Durchgangsbahnhof. 
Die Weiterführung in Richtung Münden nach Kassel erfolgte dann 1872 über Eichenberg, Arenshausen wurde zu einem Kreuzungsbahnhof, der von den zwei Bahngesellschaften betrieben wurde. Zu diesem Zeitpunkt bestanden noch Planungen über einem Ausbau des Bahnhofes Arenshausen zu einem Kreuzungspunkt mit mehreren Bahnstrecken. Das Empfangsgebäude wurde zunächst mit seinem Mittelteil und den östlichen Anbauten fertiggestellt, die Erweiterung auf der westlichen Seite kam später nicht mehr zustande. Weiterhin wurden ein Güterschuppen, eine Lokhalle, eine Drehscheibe, umfangreiche Gleisanlagen und weitere Anlagen gebaut. Während das Empfangsgebäude von beiden Bahngesellschaften gemeinsam genutzt wurde, war das Bahnpersonal vermutlich für jede Bahngesellschaft separat angestellt, namentlich bekannt waren zum Beispiel zwei Dienstvorsteher und Bahnmeister.
Mit der 1876 eröffneten Bahnstrecke von Friedland über Eichenberg und Niederhone nach Bebra wurde dann der Bahnhof Eichenberg als Knotenpunkt ausgebaut, zumal mit der preußischen Annexion von Hannover und Hessen im Jahr 1866 sämtliche Strecken in diesem Gebiet und somit auch der Bahnhof Eichenberg zum preußischen Staatsgebiet gehörten. 
Der Personenverkehr von Arenshausen über Friedland nach Göttingen wurde dann 1876 eingestellt, der Güterverkehr folgte im Jahr 1884. Offiziell wurde dieser Streckenabschnitt dann stillgelegt und die Gleise von Friedland bis Niedergandern 1892 abgebaut. Lediglich einige kleinere private Anschlussgleise in Arenshausen und Hottenrode wurden vom Bahnhof Arenshausen aus noch bedient. Damit setzte dann eine negative Entwicklung für den Bahnhof ein, die sich nach 1945 weiter verschärfte.
Ab 1886 erfolgte noch in Verbindung mit der Kanonenbahn der Bau eines zweiten Gleises an der Strecke von Halle zunächst nach Leinefelde und schließlich noch über Arenshausen bis nach Hann. Münden.
Nach der Aufteilung Deutschlands im Jahr 1945 in Besatzungszonen wurden das Anschlussgleis nach Hottenrode und die Bahnstrecke zwischen Arenshausen und Eichenberg unterbrochen. Der letzte Zug über die spätere Grenze fuhr am 24. Juli 1945, als die US-Truppen Thüringen an die Sowjetarmee übergaben. Mehrere Anfragen der Sowjetischen Besatzungsmacht zu einem Grenzübergang zwischen Arenshausen und Eichenberg wurden von westlicher Seite abgelehnt. Ab 1946 erfolgte der Rückbau des zweiten Gleises in Arenshausen, danach auf östlicher Seite bis nach Halle.
Im Helmstedter Abkommen von 1949 wurde eine Öffnung der Strecke zwischen Arenshausen und Eichenberg und die Einrichtung eines Eisenbahngrenzüberganges zwar beschlossen, aber nicht umgesetzt. Die Gleise zwischen Arenshausen und der Grenzlinie wurden dann 1949 komplett zurückgebaut. Anfragen der westdeutschen Bahn 1952 für eine Grenzübergang wurden nun von der DDR abgelehnt. 
Zwischen 1945 und 1952 überquerten etwa 2 Millionen Flüchtlinge, Vertriebene und Kriegsheimkehrer den Grenzabschnitt im Dreiländereck, davon war auch für viele Menschen der Bahnhof in Arenshausen eine Zwischenstation. Mit Errichtung der Sperrzone an der Innerdeutschen Grenze war der Bahnhof nur noch von Reisenden der grenznahen Dörfer und mit Passierschein erreichbar.
1956 kam es zu einem Hangrutsch im Bereich des Bahnhofes.
Noch 1989 wurde die Wiedereröffnung des Abschnittes von Arenshausen nach Eichenberg beschlossen. Bereits im Januar 1990 begannen die Bauarbeiten, am Lückenschluss und dem Ausbau beider Bahnhöfe mit Bahnsteigen für überlange Züge. Beim Wiederaufbau des Streckengleises kam es zu der Kuriosität, dass beide Bahngesellschaften das jeweils rechte Gleis zuerst aufbauten und sich an der Grenze verfehlten. Auf der Ostseite folgte das zweite Gleis wenige Wochen später, am 3. Mai war es durchgängig verlegt. Somit erlangte der Bahnhof kurzfristig eine erhebliche Bedeutung, als am 26. Mai die zuvor von der innerdeutschen Grenze unterbrochene Strecke nach Eichenberg wiedereröffnet und Arenshausen zum Grenzbahnhof mit Pass- und Zollkontrollen ausgebaut wurde. Die Grenzkontrollen wurden ab 1. Juli bereits wieder eingestellt. In dieser Zeit passierten bis fünf Schnellzugpaare und etliche Güterzüge den Bahnhof.
Im Rahmen der Verkehrsprojekte Deutsche Einheit wurden im Bereich des Bahnhofes Arenshausen umfangreiche Baumaßnahmen durchgeführt, zwischen 1992 und 1994 wurde der hiesige Abschnitt mit dem Bahnhof elektrifiziert. Mit dem Rückbau aller Gleisanlagen bis auf die zwei Durchgangsgleise wurde der Güterverkehr eingestellt und der Personenhalt in Arenshausen in einen unbesetzten Haltepunkt umgewandelt. 1998 wurde die Verbindungskurve in Eichenberg in Betrieb genommen, ein Umspannen der Züge in Eichenberg Richtung Göttingen war dann nicht mehr nötig.

## Ausstattung

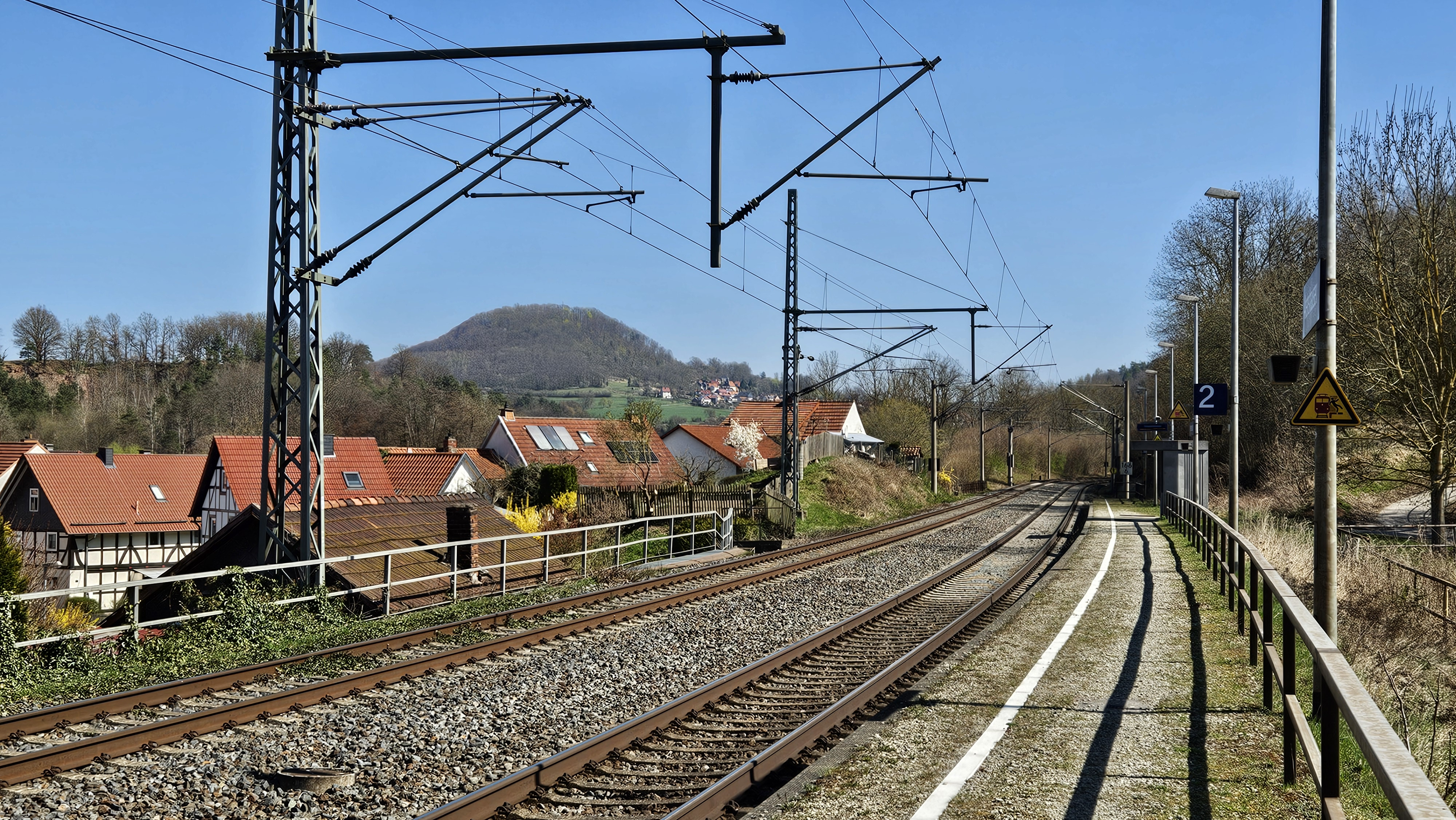
Bahnsteig 2 mit Blick zum Rusteberg

Der Personenbahnhof besteht aus 2 Durchgangsgleisen mit Bahnsteigen, die allerdings weit auseinander liegen und durch eine nahe Eisenbahnbrücke miteinander verbunden sind. Die Bahnsteige ermöglichen einen stufenfreien Zugang zu den Zügen. Bahnsteig 1 hat eine Länge von 122 m (Bahnsteighöhe 34 cm) und Bahnsteig 2 von 110 m (38 cm) mit je einem Wetterschutzhaus. Weiterhin sind vorhanden ein dynamischer Schriftanzeiger, eine Lautsprecheranlage sowie Parkplätze. Das Empfangsgebäude und der Güterschuppen sind noch vorhanden, wurden aber an private Eigentümer verkauft.

## Verkehr
Der Bahnhof Arenshausen wird im Fahrplanjahr 2024 von folgenden Linien des Schienenpersonennahverkehrs bedient:
| Linie | Linienverlauf | Takt          | EVU                            |
| ----- | --- | ------------- | ------------------------------ |
| RE 1  | Glauchau – Erfurt – Gotha – Leinefelde – Arenshausen – Göttingen                                                 | einzelne Züge | DB Regio Südost                |
| RE 2  | Kassel-Wilhelmshöhe – Eichenberg – Arenshausen – Leinefelde – Nordhausen – Erfurt                                | einzelne Züge | DB Regio Südost                |
| RE 9  | Kassel-Wilhelmshöhe – Witzenhausen Nord – Eichenberg – Arenshausen – Leinefelde – Nordhausen – Halle (Saale) Hbf | einzelne Züge | Abellio Rail Mitteldeutschland |
| RB 2  | Kassel-Wilhelmshöhe – Eichenberg – Arenshausen – Leinefelde – Nordhausen – Erfurt                                | 120 min       | DB Regio Südost                |

## Empfangsgebäude

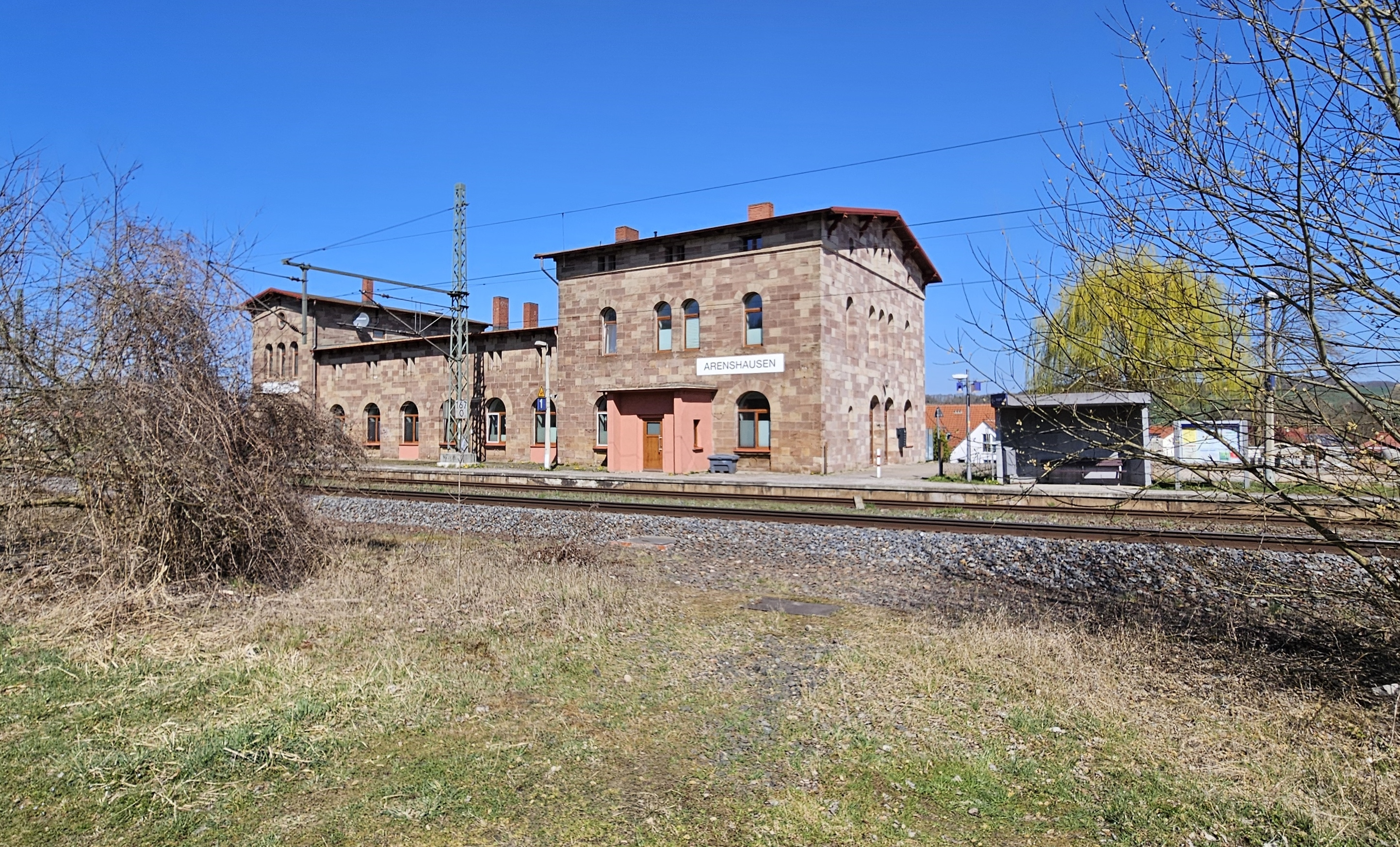
Das ehemalige Empfangsgebäude Arenshausen im Jahr 2025

Das heute nördlich der Gleisanlagen liegende ehemalige Empfangsgebäude wurde vermutlich aus einheimischen Buntsandstein errichtet, ebenso wie weitere Bahnhofsgebäude, Dienstwohnungen und verschiedene Begrenzungsmauern entlang des Bahnhofes. Damals existierten allein in Arenshausen mehrere Buntsandsteinbrüche. Durch die Lage des Empfangsgebäudes zwischen den beiden Bahnstrecken der Hannoverschen und der Halle-Kasseler Eisenbahn handelte es sich für wenige Jahre um einen Inselbahnhof. Die Planung des relativ großen Bahnhofgebäudes erfolgte als gemeinsames Projekt beider Bahngesellschaften. In einem ersten Bauabschnitt wurden nur der Mittelteil und die zwei östlichen Gebäudeteile errichtet. Die in gleicher Größenordnung vorgesehenen westlichen Teile wurden später nicht mehr ausgeführt. Heute wirkt das Gebäude für den zum Haltepunkt reduzierten Betriebsstelle überdimensioniert. Das Empfangsgebäude wurde nach 1994 von der Bahn verkauft und wurde für Wohnzwecke umgebaut.

## Stellwerke
1907 wurden am West- und am Ostende des Bahnhofes die Stellwerke Aw und Ao in Betrieb genommen und waren ständig besetzt. Da die westliche Ausfahrt nach 1945 nur noch teilweise genutzt wurde, war dieses Stellwerk ab 1965 nur noch bedarfsweise besetzt und wurde 1980 abgerissen. Mit dem Umbau des Bahnhofes im Jahr 1990 wurde auch das östliche Stellwerk abgebaut und durch ein Containerstellwerk Ar ersetzt. Dieses wurde 1994 mit der Modernisierung der Bahnstrecke ebenfalls zurückgebaut und durch das Stellwerk in Leinefelde ersetzt.

## Lokschuppen
Nach den ursprünglichen Planungen waren zwei Lokschuppen mit je einer Drehscheibe für die jeweiligen Bahngesellschaften der Halle-Kasseler-Bahn und der Hannoverschen Bahn vorgesehen. Vermutlich kam es aber nur zum Bau eines zweiständigen Lokschuppens für die Bahnstrecke Halle-Kassel, da die Verbindung zur Hannoverschen Südbahn schon nach wenigen Jahren eingestellt wurde. Er befand sich an der Westausfahrt des Bahnhofes am Fuß des Epsberges. Weiterhin gehörten ein Kohlenbunker, eine Aschengrube und ein weiterer Schuppen zur Anlage. Etwa 1980/81 wurde der Lokschuppen abgerissen.